# Minoru Onoda
Pour les articles homonymes, voir Onoda.
 (juillet 2023).
Minoru Onoda (小野田 實, Onoda Minoru) est un artiste japonais, membre de la deuxième génération de Gutai, qu'il rejoint en 1965. 

## Biographie
Minoru Onoda naît en 1937 à Manshu, dans le district du Nord-Est, en Chine (Mandchourie du Jilin occupée par les Japonais). Il étudie à l'Institut des beaux-arts d'Osaka, au Japon, de 1956 à 1958 et de 1958 à 1960 à l'École d'art d'Osaka. Il vit la majeure partie de sa vie à Himeji, au Japon, où il décède en 2008.
Après avoir publié sa théorie des « Peintures de la Propagation » en 1961 et participé à la 3e Exposition Internationale des Jeunes Artistes à Paris en 1964, Onoda Minoru rejoint Gutai et reste fidèle à la devise de leur chef Jirō Yoshihara de « faire ce qui n'a jamais été fait auparavant » pour le reste de sa carrière. 
Grâce aux matériaux nouvellement disponibles et à la liberté artistique après la Seconde Guerre mondiale, Onoda interroge de nouvelles formes, styles et hiérarchies à travers des lignes et des cercles.
Impressionné par les concepts industriels de répétition et de quantité, il adopte comme technique des amalgames de points de taille progressive sur des panneaux avec relief, créant des formes à croissance organique, progressant vers des cercles infinis et enfin une peinture monochrome où le cadre joue un rôle important.

## Principaux catalogues
- Anne Mosseri-Marlio Galerie AG - Monographie sur 'Minoru Onoda' avec 232 pages et plus de 170 photographies, publiée par Scheidegger & Spiess, Zurich (ISBN 978-3-85881-821-8) (version anglaise) et (ISBN 978-3-85881-822-5) (version japonaise)
- Alexandra Munroe et Ming Tiampo - Gutai : Splendid Playground, publié par Guggenheim Museum Publications, New York (ISBN 978-0-892-07489-1)
- Ming Tiampo - Gutai: Decentering Modernism, publié par University of Chicago Press (ISBN 0-226-80166-7) , (ISBN 978-0-226-80166-7)
- Onoda Minoru no sekai dix : gendai kyōdo sakkaten, Catalogue d'une exposition tenue à Himeji Shiritsu Bijutsukan, 9-30 janvier 2004
- Cerfs-volants d'art : Images pour le ciel/Kunstdrachen. Bilder für den Himmel, Haus der Kunst, Munich, 1989